# Rubielos de Mora
Rubielos de Mora (katalanisch: Rubiols de Mora) ist eine spanische Kleinstadt im Südosten der Provinz Teruel in der Autonomen Gemeinschaft Aragonien. Der gesamte Ort wurde im Jahre 1980 als Nationales Kulturgut (Bien de Interés Cultural) in der Kategorie Conjunto histórico-artístico anerkannt.

## Lage
Rubielos de Mora liegt knapp 60 Kilometer (Fahrtstrecke) südöstlich der Provinzhauptstadt Teruel im Bergland der Sierra de Gúdar in einer Höhe von ca. 930 Metern ü. d. M. Der sehenswerte Nachbarort Mora de Rubielos ist nur 12 Kilometer in nordwestlicher Richtung entfernt. Die Mittelmeerstädte Sagunto und Valencia befinden sich knapp 88 bzw. 113 Kilometer in südöstlicher Richtung.

## Bevölkerungsentwicklung
| Jahr      | 1960  | 1970 | 1981 | 1991 | 2006 | 2011 |
| Einwohner | 1.196 | 930  | 666  | 570  | 710  | 751  |

Die höchsten Einwohnerzahlen seiner Geschichte (über 2.000) verzeichnete Rubielos de Mora in der zweiten Hälfte des 19. Jahrhunderts.

## Wirtschaft
Landwirtschaft und Tourismus (im Winter auch Skitourismus) sind die Haupteinnahmequellen des Ortes. Für die umliegenden Einzelgehöfte und kleinen Dörfer ist er ein wichtiges Handwerks- und Handelszentrum.

## Geschichte

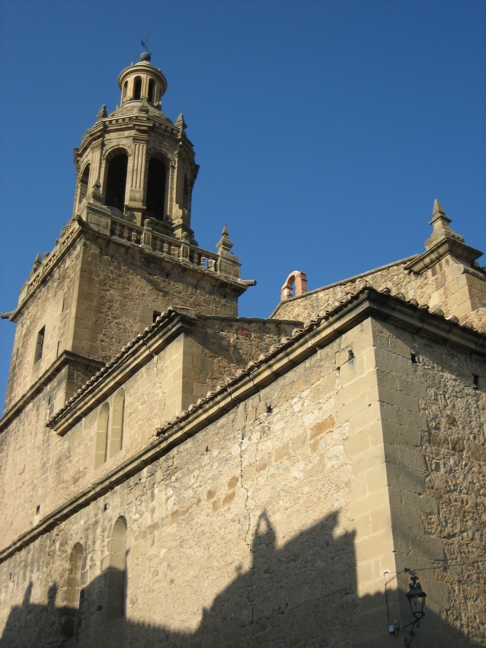
Ehemalige Kollegiatkirche Santa María la Mayor

Die erstmalige urkundliche Erwähnung stammt aus dem Jahr 1194 – d. h. aus der Zeit der christlichen Rückeroberung (reconquista) des gesamten Gebietes aus den Händen der Mauren. Es scheint, dass der Ort um eine – nicht mehr existierende – Burg (castillo) herum entstanden ist und von einer Stadtmauer umgeben war.

## Sehenswürdigkeiten
- Hauptattraktion des Ortes sind die engen mittelalterlichen Gassen im Zentrum – die mittelalterlich anmutenden Steinhäuser spenden im Sommer Schatten, so dass die Hitze nur geringe Chancen hat, sich auszubreiten.
- Das Rathaus (ayuntamiento oder casa consistorial) war die ehemalige Börse (lonja) des Ortes. Es ist ein Renaissancebau aus dem 16. Jahrhundert mit einem größtenteils gewölbten Innenhof, der auch als Markthalle für kostbare Waren (Stoffe etc.) diente.
- Der Nordturm der – bis auf ein tiefliegendes Renaissanceportal – völlig schmucklosen Westfassade der ehemaligen Kollegiatkirche (ex-colegiata) Santa María la Mayor hat zwei barocke übereinandergestaffelte Laternenaufsätze.
- Mehrere Einsiedlerkapellen (ermitas) finden sich verstreut im ganzen Ort.
- Zwei mittelalterliche Stadttore (Puerta de San Antonio und Puerta del Carmen) sind ebenfalls erwähnenswert.

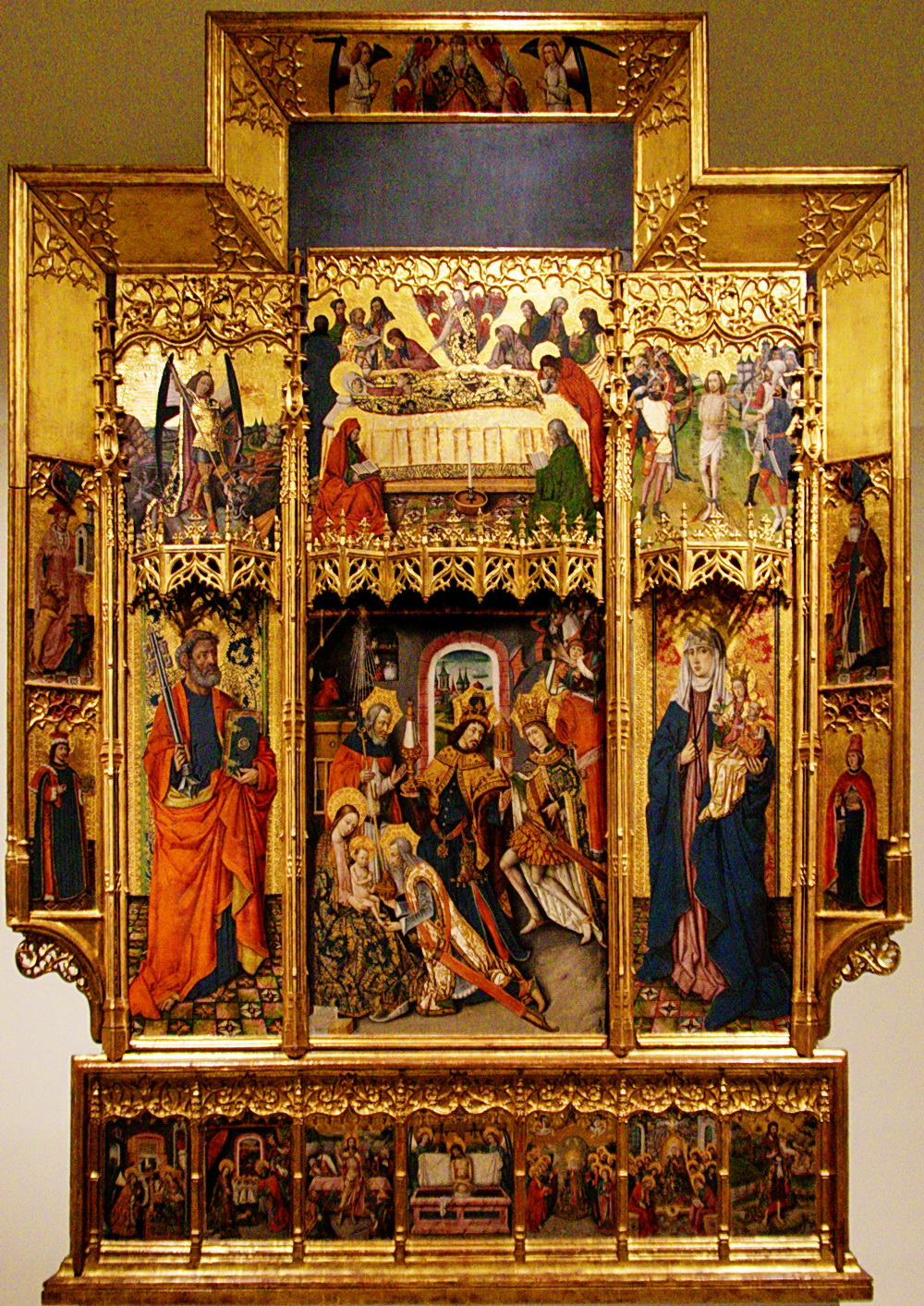
Joan Reixach – Epiphanie-Altar

## Kulturgüter
Im Museu Nacional d’Art de Catalunya (MNAC) in Barcelona wird ein gemaltes und geschnitztes Altarretabel aus der Zeit der Spätgotik (ca. 1468) aufbewahrt, das ehemals dem Augustinerkloster von Rubielos de Mora gehörte. Es steht in flämischer Tradition und wird dem Maler Joan Reixach zugeschrieben, dessen Helfer das umgebende Schnitzwerk anfertigten. Das Bildprogramm des Altars ist durchaus als wirr zu bezeichnen – seine Haupttafel zeigt die Anbetung der Könige, darüber eine Bildtafel mit dem Marientod. Links unten befindet sich ein Bildnis des hl. Petrus, oben die Darstellung des Erzengels Michael als Drachenbezwinger. Rechts unten steht die hl. Anna, die Mutter Mariens, mit ihrer bereits erwachsenen Tochter auf dem Arm, die ihrerseits das Jesuskind im Arm hält (Anna selbdritt); darüber das Martyrium des hl. Sebastian. Die Predella enthält Szenen der Passion, aber auch der Auferstehung und Himmelfahrt Christi. Einige der äußeren Tafeln, in denen Stifterbildnisse sowie Heiligenfiguren (darunter auch der hl. Antonius mit einem Schwein an seiner Seite) zu sehen sind, scheinen zu fehlen, doch insgesamt ist der Altar voller Ausdrucksstärke und Farbenfreude und darüber hinaus in einem sehr guten Erhaltungszustand.